# Downset.
downset. (originalmente llamados Social Justice) es un grupo de rapcore y funk metal surgido en Los Ángeles, California.

## Historia
Como Social Justice, lanzaron su álbum debut Unity Is Strength en 1989 y el EP I Refuse To Lose bajo el mismo nombre pero con diferentes miembros en 1992. Son reconocidos como una de las primeras bandas de hardcore en incorporar influencias de hip hop y funk en su música.
En 1992, Social Justice (1987–92) cambian su nombre a downset., y lanzan la demo Our Suffocation al año siguiente. En este álbum tocan varios temas sociales como por ejemplo la muerte del padre del cantante (Rey Oropeza), a manos de la policía de Los Ángeles. La acogida por parte de la crítica fue muy buena.
En 1994, downset. firma con la discográfica Mercury Records, subsidiaria de Polygram Records, lanzando su tercer disco ese mismo año. También comienzan a ganar fama en Europa gracias a darse a conocer con un tour con Biohazard y Dog Eat Dog, seguido de otro acompañando a Pantera y The Almighty el mismo año. A comienzos de 1995 downset. regresan como cabezas de cartel acompañados de Sullen. También participan en algunos festivales de rock en el continente incluyendo por ejemplo Roskilde o Dynamo. En 1996 la banda lanza su mayor éxito comercial, Do We Speak A Dead Language?, siendo el último disco con la discográfica Mercury.
Tras dejar Mercury Records, downset. fueron fichados por Epitaph Records con quienes lanzaron su tercer álbum, Check Your People, en el año 2000. Ese mismo año surgen rumores acerca de que Oropeza sería el elegido para sustituir a Zack de la Rocha como vocalista en Rage Against the Machine al marchar este. Además de Oropeza estarían en la lista Chris Cornell, Chuck D, y B-Real de Cypress Hill. Cornell fue finalmente el elegido, y Rage Against the Machine se transformó en Audioslave. 
Después de muchos cambios en la formación (siendo los más notables la salida del guitarrista Rogelio Lozano, y la vuelta del batería original Chris Lee), en 2004 "downset." lanzan su cuarto álbum, Universal, con la discográfica independiente Hawino Records.
Si bien downset. nunca alcanzó un éxito entre el gran público, y aunque sus miembros provienen del hardcore más que del metal, la banda es a pesar de ello considerada como una importante influencia en el nacimiento de los subgéneros nu metal y rap metal. Por ello tocaron en el Ozzfest in 1997, con Linkin Park, Pantera, Slayer, Metallica y Anthrax, entre otros destacados nombres del metal.
downset. se separaron oficialmente en mayo de 2009, con la aclaración: "officially run its course". (Oficialmente la banda ha recorrido su camino).
El 30 de enero de 2013, downset. anunció su vuelta a los directos con un tour por Europa ese mismo verano. Además, participó en Rock Al Parque en Bogotá, Colombia en junio, siendo los componentes: Rogelio Lozano a la guitarra, Chris Lee en la batería, Neil Roemer como vocalista y J.D. Manhart de bajista. Siendo los mismos músicos quienes realizarían el tour europeo que comenzó en agosto visitando durante el mismo numerosos países además de presentar nuevas canciones. Lamentablemente acabó antes de tiempo debido a su cancelación a causa de una severa ernia sufrida por Chris mientras actuaban. downset. también ha lanzado un nuevo sencillo, Forgotten, vía en línea en julio de 2013.
El 21 de julio de 2014, downset. lanza a nivel mundial su quinto álbum larga duración, titulado One Blood.

## Miembros de la banda
Actualmente
- Rey Oropeza - voz (1986-2005), (2014-presente)
- Rogelio Lozano - guitarra (1986-2001, 2003-presente), bajo (2002)
- J.D. Manhart - bajo (2013-present)
- Chris Lee - batería (1986-presente)

Anteriores
- Neil Roemer - voz (2013-2014)
- Ares Schwager - guitarra (2004-2005)
- Chris Hamilton - batería
- James Morris - bajo
- Rico Villasenor - bajo

## Discografía

### Álbumes
- Downset. (1994)
- Do We Speak A Dead Language? (1996)
- Check Your People (2000)
- Universal (2004)
- One Blood (2014)
- Maintain (2022)

### EP
"Rarities (2000)
- Code Blue Coma (2000)
- Eyes Shut Tight EP' (Live At CBGB's) (1997)
- No More Freedom In A Cage (1996)

"Live At Foundation's Forum  (1995)
- Generation Of Hope (with Shootyz Groove) (1995)

"Downset EP'  (1995)
- Our Suffocation (demo) (1994)

### Sencillos
- Forgotten (2013)
- Split with Mindbug 7 (1999)
- Empower (1996)
- Anger (1994)